# Рег. Пратоланцо (Торино)
Рег. Пратоланцо је насеље у Италији у округу Торино, региону Пијемонт.
Према процени из 2011. у насељу је живело 34 становника. Насеље се налази на надморској висини од 491 м.